# 이스라엘의 최고 랍비

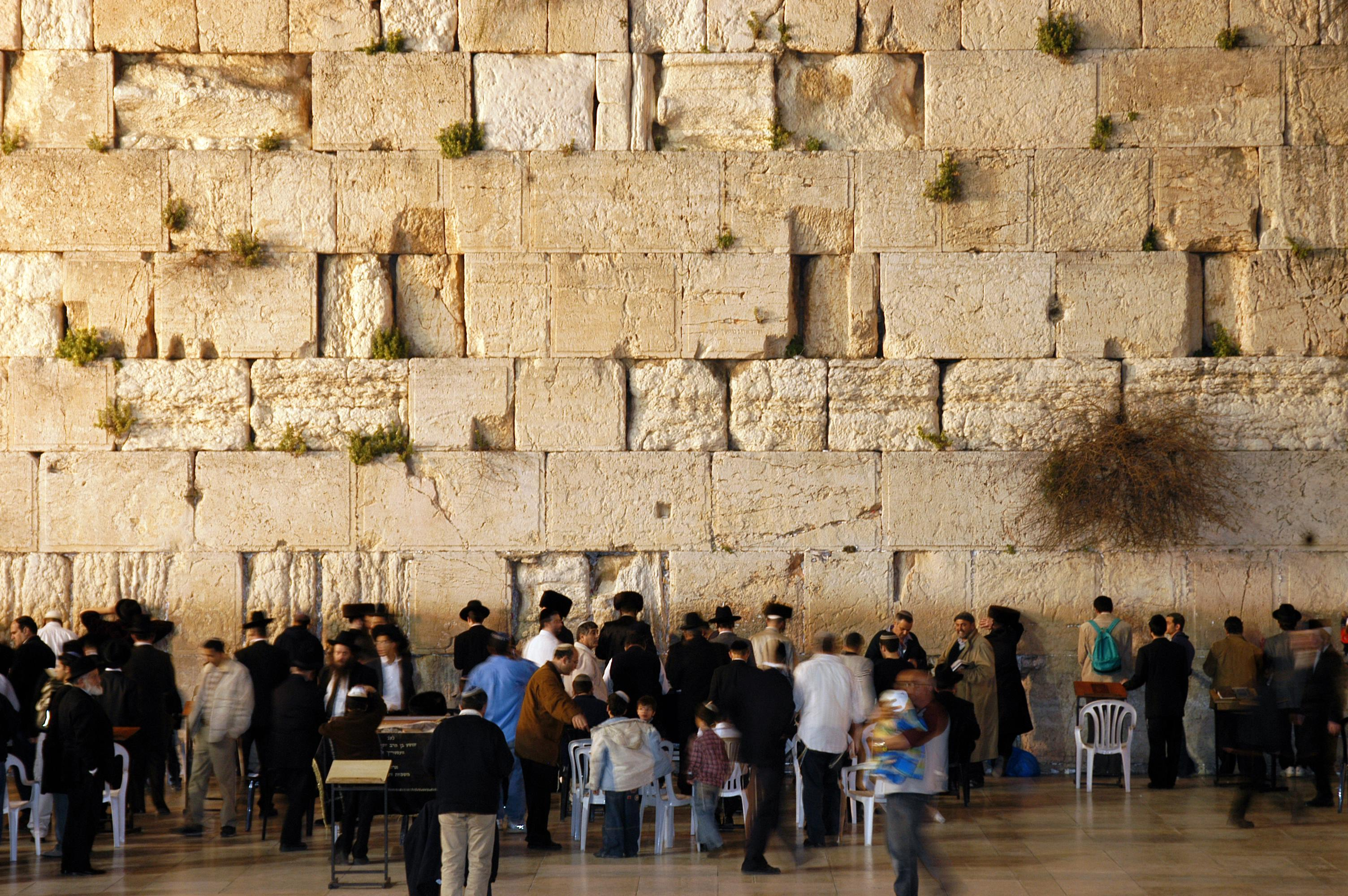
통곡의 벽에서 랍비의 지도를 받는 신자들

이스라엘의 최고 랍비(히브리어: הרבנות הראשית לישראל)는 이스라엘에서 법적으로 가장 높은 권위를 가진 랍비이다. 최고 랍비와 최고 랍비 위원회는 종교적 업무, 유대인 디아스포라 공동체의 설립과 운영을 지원하는 역할을 한다.
최고 랍비는 아슈케나즈 랍비와 스파라드 랍비로 나뉘며 임기는 최장 10년이다. 현재 스파라드의 최고 랍비는 이즈하크 요셉이고, 아슈케나즈의 최고 랍비는 다비드 라우이다. 두 사람은 2013년부터 임기를 시작했다.
랍비는 이스라엘의 유대인의 생활을 관할한다. 관할 범위는 유대인의 결혼과 이혼 등의 개인적인 상황의 문제, 유대인의 매장, 유대교로 개종, 카슈루트 인증, 이스라엘로 돌아온 유대인 공동체(알리야), 유대교 성지 감독, 미크바, 예시바, 이스라엘 랍비 법원 등을 포함한다.
랍비 법원은 이스라엘의 사법 제도의 일부이며 종교부에서 관리한다. 법원은 유대인의 결혼과 이혼에 대한 배타적 관할권을 갖고 있으며 개인적인 상황, 위자료, 양육비, 친권 상속 문제에서 지방 법원과 동등한 능력을 갖고 있다. 종교 법원의 판결은 민사 재판의 경우와 마찬가지로 경찰, 집행관의 사무실 및 다른 기관에 의해서 시행된다.
최고 랍비의 본부는 예루살렘 베이트 야하브(Beit Yahav) 빌딩에 있다. 1992년에는 옛 최고 랍비 본부가 있던 헤이할 실로모 빌딩에 박물관이 문을 열었다.

## 최고 랍비 목록
현재의 최고 랍비의 세속적인 시스템은 영국령 팔레스타인 시기부터 시작되었다. 그러나 오스만 제국 시기에도 반독립적인 최고 랍비들이 있었다.

### 영국령 팔레스타인시기

#### 아슈케나즈
- 아브라함 이삭 쿡 (1921-1935)
- 이즈하크 하레비 헤르조그 (1936-1949)

#### 스파라드
- 야곱 메이르 (1921-1939)
- 벤지온 우지엘 (1939-1948)

### 이스라엘건국 이후

#### 아슈케나즈
- 이즈하크 하레비 헤르조그 (1949-1959)
- 이세르 예후다 운테르만 (1964-1973)
- 슐로모 고렌 (1973-1983)
- 아브라함 샤피라 (1983-1993)
- 이스라엘 메이르 라우 (1993-2003)
- 요나 메츠거 (2003-2013)
- 다비드 라우 (2013–)

#### 스파라드
- 벤지온 우지엘 (1948-1954)
- 이즈하크 니심 (1955-1973)
- 오바디아 요셉 (1973-1983)
- 모르데차이 엘리야후 (1983-1993)
- 엘리야후 바크시 도론 (1993-2003)
- 슐로모 아마르 (2003-2013)
- 이즈하크 요셉 (2013–)

## 최고 랍비 위원회
최근에 열린 최고 랍비 위원회 선거는 2008년에 열렸다.
5명의 최고 랍비 위원회 위원들
- 아슈케나즈 수석 랍비(요나 메츠거)
- 스파라드 수석 랍비(슐로모 아마르)
- 텔아비브의 최고 랍비 (이스라엘 메이르 라우)
- 하이파의 최고 랍비 (슐로모 체로우체)
- 브엘세바의 최고 랍비 (예후다 데리)